# Galgan
 Galgan  là một xã ở tỉnh Aveyron, thuộc vùng Occitanie ở miền nam nước Pháp.